# Kirił Iliew
Kirił Iliew (bułg. Кирил Илиев) – bułgarski piłkarz występujący na pozycji pomocnika, reprezentant Bułgarii.

## Kariera klubowa
W latach 30. XX wieku występował na pozycji obrońcy w klubie Szypka Sofia, gdzie nadano mu przydomek boiskowy Pawle (bułg. Павле). W 1937 roku wygrał z tym zespołem turniej kwalifikacyjny, dający mu przyjęcie do NFD, począwszy od sezonu 1937/38. W 1939 roku Iliew wywalczył z Szypką Puchar Cara po zwycięstwie w finale 2:0 nad Lewskim Ruse, dzięki czemu wedle przepisów BNSF jego klub uniknął degradacji z ligi, mimo zajęcia przedostatniej pozycji w tabeli w sezonie 1938/39.

## Kariera reprezentacyjna
12 września 1937 zaliczył jeden występ w reprezentacji Bułgarii w towarzyskim meczu z Polską w Sofii (3:3), w którym zdobył bramkę.

### Bramki w reprezentacji
| LP | Data             | Miejsce              | Przeciwnik | Bramka | Rezultat | Ranga meczu     |
| -- | ---------------- | -------------------- | ---------- | ------ | -------- | --------------- |
| 1. | 12 września 1937 | Stadion Junak, Sofia | Polska     | 1:0    | 3:3      | Mecz towarzyski |

## Sukcesy
Szypka Sofia
- Puchar Cara: 1939